# 1030 в Україні
1030 в Україні — це перелік головних подій, що відбулись у 1030 році на території сучасних українських земель.

## Особи

### Народились
- Всеволод Ярославич — український князь київський (1078–1093), четвертий син Ярослава I Мудрого та шведської принцеси Інгігерди.

## Засновані, зведені
- Перша згадка про місто Белз (нині Львівської області) — війна за Червенські городи.